# Bruno Icobeț
Bruno Icobeț (n. 1963) este un dresor de câini român, originar din Târgoviște. El a devenit cunoscut în anul 2013, după ce a devenit câștigător al concursului Românii au talent, în sezonul 3.